# Vallby kyrka, Skåne
Vallby kyrka är en kyrkobyggnad i Vallby på Österlen. Den tillhör Gärsnäs församling i Lunds stift.

## Kyrkobyggnaden
Kyrkan är helgad åt Sankt Laurentius, samma skyddshelgon som Lunds domkyrka. Den byggdes under 1100-talet och välvdes under 1400-talet. 1782 förlängdes kyrkan österut och en korsarm byggdes i norr. 1870–1871 byggdes tornet, den södra korsarmen och en halvrund sakristia. Kalkmålningar från 1400-talet finns bevarade, utförda av Fjälkingemästaren.
Jens Holgersen Ulfstand är begravd i kyrkan.

### Orgel
- 1878 byggde Sven Fogelberg, Lund en orgel med 9 stämmor.
- Den nuvarande orgeln byggdes 1950 av Frederiksborgs Orgelbyggeri, Hilleröd, Danmark och är en mekanisk orgel.

| Manual I     | Manual II     | Pedal       | Koppel |
| Principal 8´ | Rörflöjt 8´   | Subbas 16´  | I/P    |
| Gedakt 8'    | Kvintadena 8' | Oktavbas 8' | II/P   |
| Oktava 4'    | Blockflöjt 4' | Koralbas 4' | II/I   |
| Rörflöjt 4'  | Sivflöjt 2'   |             |        |
| Oktava 2'    | Kvinta 1 1/3' |             |        |
| Mixtur 1'    | Krumhorn 8'   |             |        |